# Kharbalakh
Kharbalakh (en rus: Харбалах) és un poble de la república de Sakhà, a Rússia, que el 2014 tenia 985 habitants, pertany al districte d'Itik-Kiuiol.